# Станіслав Хаціньський
Станіслав Ришард «Рисєк» Хацінський (пол. Stanisław Ryszard Chaciński;3 квітня 1936, Соколів-Підляський — 12 жовтня 1990, Ополе) – польський поет, прозаїк, репортер. Псевдоніми: Чат, Чата, Єжи Йордан, Стаха.

## Біографія
Первісток Францішека Хацінського та Яніни, уродженої Мінцбергер фон Заборовської. Виховувався разом з двома молодшими сестрами – Йоанною Кристиною (нар. 1942) та Евою (нар. 12.01.1948, померла 16.11.2018). З народження жив у Соколові Підляському за адресою вул. Виспянського, 19, потім з 15.05.1944 у П'ястові поблизу Варшави за адресою вул. Костюшка, 1, пізніше в Радомі за адресою вул. Жеромського, 48. Після закінчення війни жив у Щецині за адресою вул. Конопницька, 37, потім у лютому 1950 року переїхав з родиною до Вроцлава, де навчався у 5-й середній школі.
Дебютував 6 грудня 1953 року у «Вроцлавському католицькому тижневику» з віршами: «На Тумському острові» та «Одлоте пташею» (WTK № 15), потім як репортер з твором «Тенчовий світ» (WTK № 17).
У 1953 році був членом гуртка молодих письменників при Вроцлавському відділенні Спілки польських письменників, а також брав участь у роботі Кореспондентського клубу молодих письменників. Його співпраця з WTK тривала до 1955 року, протягом якого він публікував вірші, оповідання та репортажі.
У 1956 році став одним із засновників і керівників Вроцлавської мистецької групи «Чому б і ні», в якій брав активну участь до 1957 року. 

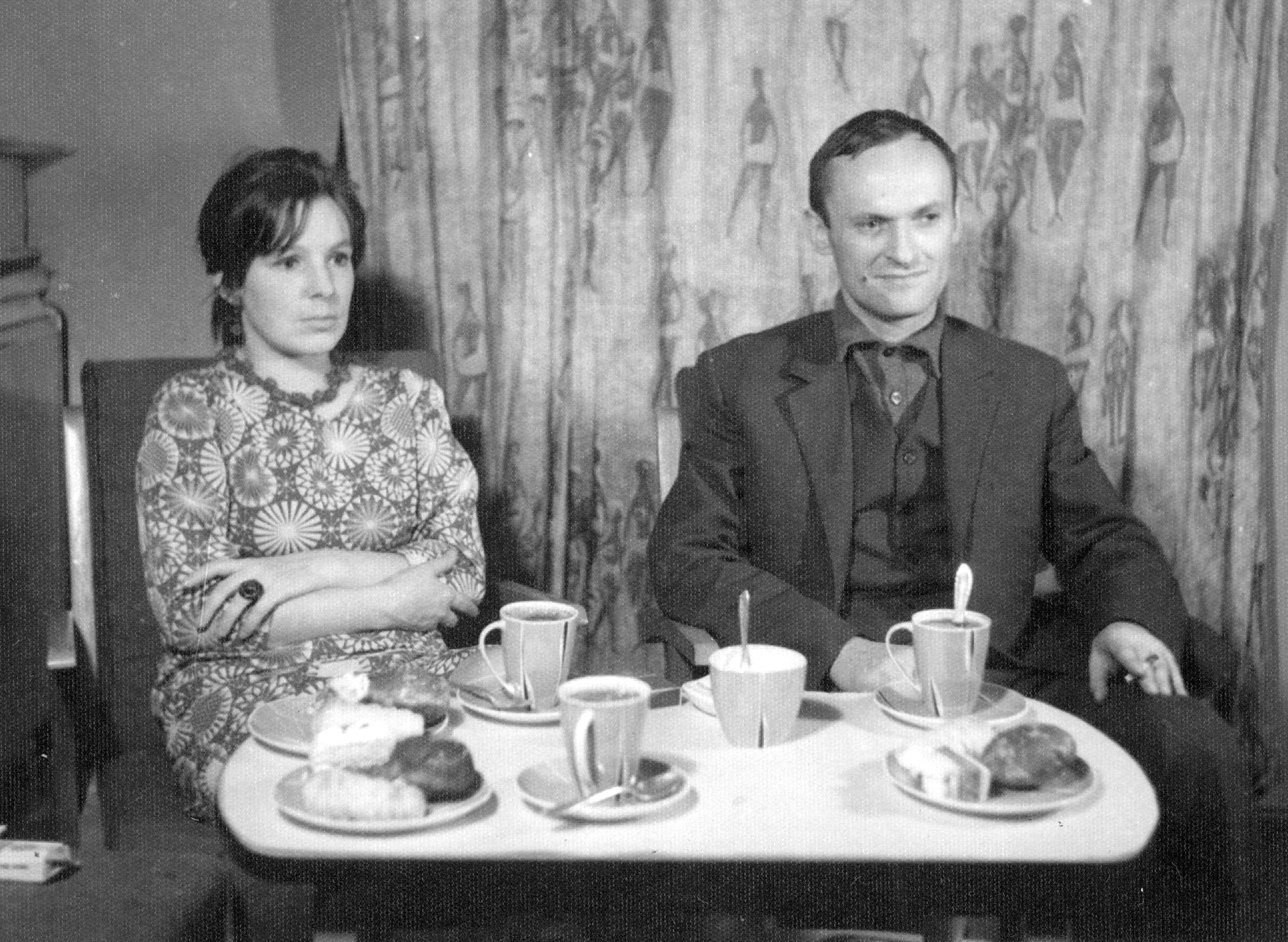
Станіслав Хацінський з першою дружиною, 1967 рік

Того ж року він розпочав обов'язкову військову службу кореспондентом редакції «Żołnierza Ludu», під час якої дезертирував, внаслідок чого був засуджений до одного року суворого військового ув'язнення. Також у 1956 році він одружився з Малгожатою Євою Єзерською (1937–1997), і вони жили разом на вулиці Настурцьовій у Вроцлаві. У шлюбі народилися діти – Артур Ян (1956–1957), Маріола (1957–2012) та Йордан Єжи (1960–1982). Союз закінчився розлученням у 1973 році.
У 1960–1976 роках він публікувався в щомісячнику «Одра», а також одночасно в «Агорі» – у 1966–1968 роках та «Поезії» – у 1967–1972 роках. У 1962 році він посів 4-те місце на Турнірі одного вірша 2-ї Клодзької поетичної весни.
З 1968 року член Асоціації польських письменників.
До 1975 року жив у Вроцлаві, потім переїхав до Ополя, де став співробітником щомісячника «Ополе» на посаді репортера, а з 1983 року очолював відділ прози. У цьому щомісячнику він публікував свої репортажі, вірші та оповідання, зокрема серію репортажів з двомісячної поїздки до В'єтнаму, яку здійснив у 1981 році («Ополе», 1982, № 1-3 та 6). На початку серпня 1981 року обійняв посаду головного редактора журналу «Правда», що видавався Радою Опольського Сілезського регіону NSZZ «Солідарність». Того ж року брав участь у роботі клубу творчої інтелігенції «Перше покоління» в Ополі. З 1983 року регулярно публікує колонку в щомісячнику «Ополе» під назвою «Spod paragrafu», яку підписує псевдонімом «Єжи Йордан». Цей псевдонім є очевидним посиланням на його сина, який помер роком раніше.
У 1977 році він одружився з Яніною Козьол. Через рік став членом Асоціації польських журналістів. Другий шлюб закінчився розлученням у 1985 році, і його плодом стала донька Магдалена Яніна (нар. 1979), якій він присвятив свою останню збірку віршів – «Знайомства».

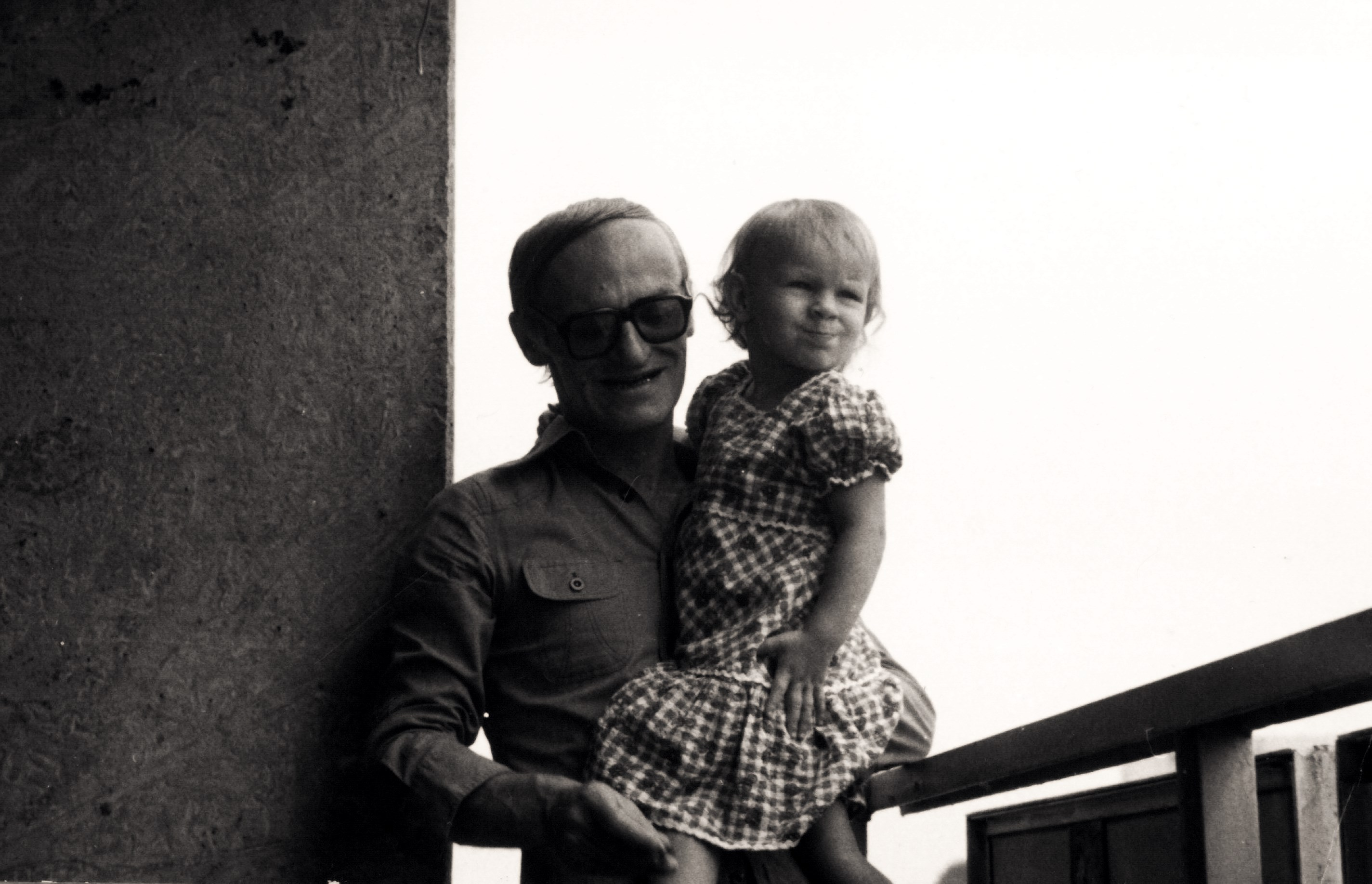
Станіслав Ришард Хацінський з донькою Магдаленою, 1981 рік

У лютому 1984 року він взяв участь у відновленні діяльності Опольського відділення Спілки польських письменників, обійнявши посаду скарбника.
Похований на Грабішинському цвинтарі у Вроцлаві, поле № 15A. Його некролог був опублікований у щомісячнику «Ополе» № 1990 7/10 19, регіональній щоденній газеті «Трибуна Опольська» № 242 (12 107), нижньосілезькій щоденній газеті «Слово Польське» № 246 (13 406). Епітафію опублікував Гаррі Дуда в «Трибуні Опольській» № 245 (12 110).

## Співпраця зі Службою безпеки Польської Народної Республіки
Згідно з публікацією Себастьяна Лігарського «Творчі інформатори. Особисті джерела інформації у творчих колах Польської Народної Республіки», Станіслав Хацінський був зарахований до групи інформаторів Служби безпеки. 

## Публікації
- Tematy [wiersze], Związek Literatów Polskich, Wrocław 1957, Arkusz poetycki wyd. „Sygnały” nr 5, s. 16
- Dochodzenie do gruszki [wiersze], Ossolineum, Wrocław 1962, s. 59
- Poza tamto [wiersze], Ossolineum, Wrocław 1967, s. 52
- Jest jak jest. [opowiadania], Wydawnictwo Literackie, Kraków 1968, s. 126
- Pseudonim Norwid., Odra 1969 nr 1
- Kilku, ten sam. [wiersze], Ossolineum, Wrocław 1969, s. 45
- Siedem zdarzeń różnych. [reportaże], Ossolineum, Wrocław 1973, s. 194
- Ciuciubabka [powieść], Wydawnictwo Literackie, Kraków 1973, s. 162
- Wniebogłosy [wiersze], Ossolineum, Wrocław 1973, s. 51
- Złote Koło toczy się czarno [reportaż], Miesięcznik Literacki 1974 nr 8, strony 110-118
- Rafał Wojaczek. Listy do Stanisława Chacińskiego., Odra 1977 nr 5
- Wiersze wybrane, Wydawnictwo Śląsk, Katowice 1981, s. 127
- Bieda za milion [artykuł krytyczny], „Opole”, 1981
- Gorące do czerwoności, Opole R. 17: 1986 nr 6 s. 4–6,
- Jednakowo odległe (Opolu). [wiersz], Pismo Literacko-Artystyczne 1988 1 s. 44
- Przez rozbite okulary (Opolu zapis drugi). [wiersz], Pismo Literacko-Artystyczne 1988 1 s. 44 oraz Opole 1988 12 s. 14
- Notatki dla zjawy. [wiersz], Opole 1988 12 s. 14
- Coraz bliżej, a nie ma gdzie się schować gdzie uciec. [wiersz], Pismo Literacko-Artystyczne 1988 1 s.45
- Pretensja o broń. [wiersz], Pismo Literacko-Artystyczne 1988 1 s. 45
- Akompaniament Magduśce w urodziny szóste. [wiersz], Opole 1988 12 s. 14
- Album. [wiersz], Opole 1988 12 s. 14
- Opowieści z nocności, czyli sny do ujawnienia z tego cyklu: Budulec. Epilog. Panna Młoda. Zaloty wokół nadziei.. [proza], Opole 1988 12 s. 14
- Siedem lat zabijania. [teksty paraliterackie], Opole 1989 nr 1 s. 8–9
- Nowy adres: krajobraz popielnikowy... [wiersz], Opole 1989 nr 2 s. 25
- Lament uwędzonego. [teksty paraliterackie], Opole 1989 nr 4 s. 8–9, 18
- Wywoływanie ducha teatru [recenzja], Opole, 1989 nr 4 s. 23
- Ostatnia wizyta wróbli... [wiersz], Trybuna Opolska 1989 117 s. 4
- Porozmawianie z Magduśką w urodziny dziewiąte. [wiersz], Trybuna Opolska 1989 209 s. 4
- Czuwali i pałowali [proza], Opole 1990 1, s. 12–13
- Conocne [wiersze], Wers, Opole 1990, wyd. 1, s. 36

Відомі також уривки збереженого листування з Рафалом Воячеком, зокрема один ненадісланий лист, листи до Антонія Кучинського, Яна Павла Краснодембського та Тимотеуша Карповича.
Рукописи листів Рафала Воячека до Хацінського зберігаються в Інституті в Міколові.

## Хронологія віршів
Нумерація творів вказує на порядок роботи над текстами (нумерація автора).
1953 r.
- (1) Na Ostrowiu Tumskim
- (2) Odlot Ptaków

1954 рік
- (3) Złota rzeka pieśni
- (4) Imię
- (5) Serenada
- (6) Trzecia zmiana
- (7) Burza
- (8) O życie
- (9) Pejzaż odległy
- (10) Gwiazda na molo
- (11/11) Gdańsk

1955 рік
- (12) Straszny wiersz
- (13) Smutne miasto
- (14) Kolumbowie
- (15) Podróż cisz
- (16) Senność
- (17) Tworzenie
- (18) Yeti
- (19) Michał Kajka
- (20) Noc w leśniczówce
- (21) Piosenka
- (22) Jakaś uliczka
- (23/3) Złota rzeka pieśni
- (23) Dziecko i poeta
- (24) Skarga
- (26/25) Z listów do Małgorzaty

1956 рік
- (26) Matka
- (27) Czekając na wyrok
- (28) Piękno życia
- (29) Ballada o rdzewiejącej krwi
- (30) Jak przemija miłość
- (32/31) Wróżba

1957 r.
- (32) Zadumanie
- (34/15) Podróż Cisz
- (35/27) Czekając na wyrok
- (33) Znaleziona w dole powieszonych
- (37/28) Piękno życia
- (38/26) Matka
- (39/17) Tworzenie
- (34) Czegoś brak
- (35) Wiersz o ciotce
- (36) Podróż
- (43/24) Skarga
- (37) Na świat
- (38) Kim jesteś
- (39) Ten moment
- (40) Przez śnieg
- (41) Studium mojego domu
- (42) Fotografia aktualna
- (43) Kompozycja
- (44) Motyl niepotrzebny
- (45) Las droga i ci którzy idą
- (46) Niewidomy widzę ją
- (47) Ballada
- (48) Pięć płatków bzu
- (49) Dzień zwyczajny
- (50) Kiedy słońce zachodzi
- (58/29) Ballada o rdzewiejącej krwi
- (51) Okaryna i obłok
- (60/41) Studium mojego domu
- (52) Kłodzko z rynku
- (62/40) Przez śnieg
- (53) Żołnierz i słowa
- (54) po co
- (55) akt
- (56) zwierzęta i ludzie w zoo
- (57) jak odchodziła
- (58) przemarsz
- (59) dwudziesta czwarta godzina służby
- (70/55) akt
- (60) brak ziemi
- (72/61) wcielenia

1958 рік
- (73/54) po co (wo zu)
- (62) erotyczna pantomima
- (63) obudź mnie
- (64) kontemplacja deski w podłodze
- (65) dochodzenie do gruszki
- (78/66) w chwili olśnienia

1959 рік
- (67) wstępowanie do pałacu cebuli
- (80/68) uwaga na temat parzenia raka

1960 рік
- (69) na plaży
- (82/44) motyl niepotrzebny
- (70) erotyk spełniony
- (71) nawet mój but
- (72) wstępowanie do pałacu cebuli
- (86/72) wstępowanie do pałacu cebuli
- (73) Kłodzko w pionie
- (74) opisanie płonącej świecy
- (89/19) Michał Kajka

1961 рік
- (90/72) wstępowanie do pałacu cebuli
- (91/73) Kłodzko w pionie
- (75) urzędniczki
- (93/52) Kłodzko z rynku
- (76) Gauguin
- (95/63) obudź mnie
- (96/75) urzędniczki
- (97/41) studium mego domu

## Рукописи
Колекція рукописів Національного інституту Оссолінських містить такі предмети:
1. Akc. 248/70. Stanisław Chaciński: Utwory wierszem i prozą. Zał. list T. Karpowicza do S. Chacińskiego. K. 82.
2. Akc. 161/94. Papiery Stanisława Chacińskiego. Wniebogłosy. Zbiór wierszy. Autograf, maszynopis. Teczka 1.
3. Akc. 162/94. Papiery Stanisława Chacińskiego. Reportaże do „Trybuny Opolskiej” i „Siedem zdarzeń różnych”. Teczek 3.
4. Akc. 165/94. Papiery Stanisława Chacińskiego. Materiały różne (dot. pobytu w Wietnamie i wiersze różnych autorów). Teczka 1.
5. Akc. 39/04. Listy Stanisława Chacińskiego do Antoniego Kuczyńskiego. Sztuk 4.
6. Akc. 36/19. Archiwum Stanisława Dróżdża. Artykuły i recenzje różnych osób dotyczące poezji konkretnej. Lit. C-D. M.in. Chaciński Stanisław, Church Margaret, Cichowicz Stanisław, Cirlić-Straszyńska Danuta, Claus Carlfriedrich, Cloutier Cecile, Czerwiński Marcin, Czopik Jan, Doležal Bohumil, Domanowska Eulalia, Drahan Roman, Drozdek Adam, Drozdowski Andrzej, Dróżdż Stanisław, Dubowik Henryk. Teczka 1.